# SLC10A4
SLC10A4 (англ. Solute carrier family 10 member 4) – білок, який кодується однойменним геном, розташованим у людей на короткому плечі 4-ї хромосоми.  Довжина поліпептидного ланцюга білка становить 437 амінокислот, а молекулярна маса — 46 504.
| 10         |  | 20         |  | 30         |  | 40         |  | 50         |
| ---------- |  | ---------- |  | ---------- |  | ---------- |  | ---------- |
| MDGNDNVTLL |  | FAPLLRDNYT |  | LAPNASSLGP |  | GTDLALAPAS |  | SAGPGPGLSL |
| GPGPSFGFSP |  | GPTPTPEPTT |  | SGLAGGAASH |  | GPSPFPRPWA |  | PHALPFWDTP |
| LNHGLNVFVG |  | AALCITMLGL |  | GCTVDVNHFG |  | AHVRRPVGAL |  | LAALCQFGLL |
| PLLAFLLALA |  | FKLDEVAAVA |  | VLLCGCCPGG |  | NLSNLMSLLV |  | DGDMNLSIIM |
| TISSTLLALV |  | LMPLCLWIYS |  | WAWINTPIVQ |  | LLPLGTVTLT |  | LCSTLIPIGL |
| GVFIRYKYSR |  | VADYIVKVSL |  | WSLLVTLVVL |  | FIMTGTMLGP |  | ELLASIPAAV |
| YVIAIFMPLA |  | GYASGYGLAT |  | LFHLPPNCKR |  | TVCLETGSQN |  | VQLCTAILKL |
| AFPPQFIGSM |  | YMFPLLYALF |  | QSAEAGIFVL |  | IYKMYGSEML |  | HKRDPLDEDE |
| DTDISYKKLK |  | EEEMADTSYG |  | TVKAENIIMM |  | ETAQTSL    |  |            |

A: Аланін

C: Цистеїн

D: Аспарагінова кислота

E: Глутамінова кислота

F: Фенілаланін

G: Гліцин

H: Гістидин

I: Ізолейцин

K: Лізин

L: Лейцин

M: Метіонін

N: Аспарагін

P: Пролін

Q: Глутамін

R: Аргінін

S: Серин

T: Треонін

V: Валін

W: Триптофан

Задіяний у таких біологічних процесах як транспорт іонів, транспорт, транспорт натрію, симпортний транспорт. 
Білок має сайт для зв'язування з іоном натрію. 
Локалізований у клітинній мембрані, мембрані.